# Sembakkam
Sembakkam es una ciudad y nagar Panchayat situada en el distrito de Chengalpattu en el estado de Tamil Nadu (India). Su población es de 45356 habitantes (2011). Se encuentra a 26 km de Chennai y a 53 km de Kanchipuram. Forma parte del área metropolitana de Chennai.

## Demografía
Según el censo de 2011 la población de Sembakkam era de 45356 habitantes, de los cuales 22705 eran hombres y 22651 eran mujeres. Perungalathur tiene una tasa media de alfabetización del 92,52%, superior a la media estatal del 80,09%: la alfabetización masculina es del 95,54%, y la alfabetización femenina del 89,62%.